# Trevor Duncan
Trevor Duncan (* 27. Februar 1924 in Camberwell, London als Leonard Charles Trebilco; † 17. Dezember 2005 in Taunton, Somerset) war ein englischer Komponist. Er schrieb Konzertwerke und zahlreiche Kompositionen für Film- und Fernsehproduktionen.

## Leben und Werk
Trevor Duncan wurde als Leonard Charles Trebilcock (er kürzte später diesen Nachnamen auf Trebilco) in Camberwell, London geboren. Bereits mit zwölf Jahren konnte er das Klavier nach Gehör spielen, aber um selbst Musik lesen und komponieren zu können, besuchte er das Trinity College of Music. Er belegte Kurse in Violine, Harmonielehre und Kontrapunkt. Mit achtzehn Jahren trat Duncan dann der British Broadcasting Corporation bei. 1943 wurde er als Funker in die Royal Air Force eingezogen. Nach seiner Entlassung aus der RAF im Jahre 1947 ging er zurück zur BBC, um dort für das BBC Radio zu arbeiteten. Er komponierte für Hörspielproduktionen und Wochenschauen, konzentrierte sich ab er mehr und mehr auf das Schreiben von eigener Musik. Zu Beginn der 1950er Jahre begann er schließlich eine eigenständige musikalische Karriere im Bereich Film, Fernsehen und Konzertsaal.
Die überwiegende Anzahl seiner Werke sind vor allem der musikalischen Kategorie der "Light Music" zugeordnet. Bekannte Arbeiten sind hier vor allem Children in the Park, 20th Century Express, Sixpenny Ride, Wine Festival und Meadow Mist.
Als Komponist hat er auch Orchesterwerke geschrieben. 1970 komponierte er die Symphonie Sinfonia Tellurica. Zu seinen weiteren Kompositionen gehören: The Navigators, St Boniface Down, A Tale of Two Hearts, The Visionaries und The Challenge of Space.
1954 schrieb er die Musik zu Ken Hughes Thriller Das Geheimnis des roten Affen mit Richard Conte, Rona Anderson und Russell Napier. 1955 engagierte ihn Ken Hughes erneut für das Drama Legion der Hölle mit Paul Douglas und Ruth Roman. Weitere Filme des britischen Kinos waren Der Mann im Schatten, ein Kriminalfilm für Regisseur Montgomery Tully von 1957 mit den Darstellern: Zachary Scott, Faith Domergue, Peter Illing und Faith Brook, und im selben Jahr arbeitete er ein weiteres Mal mit dem britischen Regisseur Ken Hughes zusammen. Dieses Mal für die Literaturverfilmung Fahrt in den Abgrund mit Victor Mature, Diana Dors, Patrick Allen und Gene Anderson.
1962 komponierte er die Musik zum preisgekrönten Science-Fiction-Kurzfilm Am Rande des Rollfelds des französischen Filmemachers Chris Marker.
Am besten bekannt wurde Duncan vielleicht für seine Titelmelodie zur Fernsehserie Dr Finlay's Casebook.
Trevor Duncan verstarb am 17. Dezember 2005 im Alter von 81 Jahren in Taunton, Somerset in England.

## Filmmusik (Auswahl)

### Kinofilme
- 1954: Das Geheimnis des roten Affen (Little Red Monkey)
- 1955: Legion der Hölle (Joe MacBeth)
- 1956: The Intimate Stranger
- 1957: The Hypnotist
- 1957: Die Fahrt in den Abgrund (The Long Haul)
- 1957: Der Mann im Schatten (Man in the Shadow)

### Kurzfilme
- 1962: Am Rande des Rollfelds (La Jetée)